# Chêne-en-Semine
Chêne-en-Semine ist eine französische Gemeinde im Département Haute-Savoie in der Region Auvergne-Rhône-Alpes.

## Geographie
Chêne-en-Semine liegt auf 510 m, in der Nähe von Bellegarde-sur-Valserine, etwa 26 Kilometer nordwestlich der Stadt Annecy (Luftlinie). Das Bauerndorf erstreckt sich am Rand eines Hochplateaus, das sich zwischen dem Taleinschnitt der Rhone östlich des Juras und der Montagne de Vuache ausbreitet, im Genevois.
Die Fläche des 9,46 km² großen Gemeindegebiets umfasst einen Abschnitt des westlichen Genevois. Der zentrale Teil des Gebietes wird vom Hochplateau eingenommen, das überwiegend bewaldet ist (Bois du Clos). Hier wird mit 553 m die höchste Erhebung von Chêne-en-Semine erreicht. Gegen Westen dacht sich das Plateau allmählich gegen das Rhônetal hin ab. Im Südosten erstreckt sich das Gemeindeareal in das Talsystem des Ruisseau de Marsin, eines rechten Seitenbachs der Usses.
Zu Chêne-en-Semine gehören neben dem eigentlichen Ortskern auch mehrere Weilersiedlungen und Gehöfte, darunter: 
- Fœnens (490 m) in einem Seitentälchen der Rhône
- Arjon (500 m) auf einem Vorsprung über dem Tal des Ruisseau de Marsin
- Essertoux (420 m) am westlichen Talhang des Ruisseau de Marsin
- Girod (440 m) auf einem Geländevorsprung am westlichen Talhang des Ruisseau de Marsin

Nachbargemeinden von Chêne-en-Semine sind Saint-Germain-sur-Rhône, Éloise und Clarafond-Arcine im Norden, Vanzy im Osten, Usinens und Challonges im Süden sowie Franclens im Westen.

## Geschichte
Chêne-en-Semine war bereits im 12. Jahrhundert der Mittelpunkt einer Pfarrei.

## Sehenswürdigkeiten
Die Dorfkirche von Chêne-en-Semine erhielt ihre heutige Gestalt beim Neubau im 17. Jahrhundert. Teile des ehemaligen Priorats sind erhalten.

## Bevölkerungsentwicklung
| Jahr                       | 1962 | 1968 | 1975 | 1982 | 1990 | 1999 | 2006 |
| Einwohner                  | 197  | 204  | 183  | 198  | 234  | 257  | 349  |
| Quellen: Cassini und INSEE |      |      |      |      |      |      |      |

Mit 526 Einwohnern (Stand 1. Januar 2022) gehört Chêne-en-Semine zu den kleinen Gemeinden des Département Haute-Savoie. Im Verlauf des 19. und 20. Jahrhunderts nahm die Einwohnerzahl aufgrund starker Abwanderung kontinuierlich ab (1861 wurden in Chêne-en-Semine noch 385 Einwohner gezählt). Seit Beginn der 1980er Jahre wurde jedoch wieder eine Bevölkerungszunahme verzeichnet.

## Wirtschaft und Infrastruktur
Chêne-en-Semine ist noch heute ein vorwiegend durch die Landwirtschaft geprägtes Dorf. Daneben gibt es einige Betriebe des lokalen Kleingewerbes. Zahlreiche Erwerbstätige sind Wegpendler, die in den größeren Ortschaften der Umgebung, insbesondere in Bellegarde-sur-Valserine ihrer Arbeit nachgehen.
Die Ortschaft ist verkehrsmäßig recht gut erschlossen. Sie liegt nahe der Departementsstraße, die von Frangy nach Génissiat führt. Weitere Straßenverbindungen bestehen mit Saint-Germain-sur-Rhône und Vanzy. Der nächste Anschluss an die Autobahn A40 befindet sich in einer Entfernung von rund 3 km.